# Impuesto sobre Transmisiones Patrimoniales
El Impuesto sobre Transmisiones Patrimoniales Onerosas (ITP) es una rama independiente del Impuesto sobre Transmisiones Patrimoniales y Actos Jurídicos Documentados.  Se encuentra regulado en el Real Decreto Legislativo 1/1993, del 24 de septiembre (Texto Refundido de la Ley del Impuesto) y Real Decreto 828/1995, de 29 de mayo de la legislación Española. Es un impuesto que desde 1993 grava todas las operaciones que impliquen una transmisión de patrimonio entre las personas.

## Hecho imponible
El Impuesto sobre Transmisiones Patrimoniales Onerosas se aplica en todos aquellos casos en los que existe una transmisión de patrimonio o de bienes tales como la venta de un vehículo entre particulares o la venta de un terreno, solar o finca. También es aplicado a la hora de efectuar un arrendamiento de un inmueble, ya sea este rústico o urbano. A este efecto, el Real Decreto Legislativo 1/1993, del 24 de septiembre (BOE del 20 de octubre) establece:

[...] en el Impuesto sobre Transmisiones Patrimoniales Onerosas el arrendatario de una vivienda tributa conforme a la escala que haya aprobado la Comunidad Autónoma correspondiente al lugar en que esté situada la vivienda o si la Comunidad Autónoma no la hubiera aprobado.

Este impuesto resulta incompatible e inaplicable con:
- El Impuesto sobre Operaciones Societarias (España).
- El Impuesto sobre Actos Jurídicos Documentados.
- El Impuesto sobre el valor añadido.

Nunca una misma operación englobada por esta ley puede estar sujeta al gravamen de dos impuestos al mismo tiempo. Si la operación está englobada dentro de la sección de Operaciones Societarias nunca estará sujeta al gravamen de Transmisiones Patrimoniales Onerosas.
Estos tres impuestos son totalmente incompatibles con el Impuesto sobre el valor añadido.

## Otras ramas del Impuesto
El Impuesto sobre Operaciones Societarias (OS) es aplicado en todas aquellas operaciones mercantiles que atañen al capital de las empresas. Son gravadas por esta rama las ampliaciones de capital de las sociedades, fusiones o escisiones.
La rama de Actos Jurídicos Documentados (AJD) es la que se aplica en determinados instrumentos públicos como Certificaciones de determinados organismos, Letra de cambio o Escrituras Notariales. El Impuesto sobre Actos Jurídicos Documentados viene en determinadas ocasiones liquidado por un Timbre del Estado.

## Aplicación
Este impuesto está transferido a las comunidades autónomas, y son ellas las que fijan una serie de baremos y dictámenes para su aplicación, ello sin tener en cuenta las distintas situaciones que acredite tener el Sujeto Pasivo, es decir, la persona a la cual se transfiere el bien.
En la liquidación del Impuesto Transmisiones Patrimoniales Onerosas se parte del valor real del bien trasmitido o del derecho que se constituya o ceda a la fecha en que se cause el acto o contrato, reducido por las cargas que disminuyan el valor real de los bienes pero no las deudas aunque estén garantizadas con prenda o hipoteca. Esto da la base imponible sobre la cual se aplica el tipo de gravamen obteniendo así la cuota tributaria, que con carácter general corresponderá con el ingreso a pagar. La normativa del impuesto establece una serie de reglas para determinar la base imponible de determinadas operaciones, tales como constitución de usufructos, hipotecas y arrendamientos.
Para su aplicación debemos tener en cuenta quienes son los intervinientes del mismo:
| Interviniente  | Descripción |
| -------------- | --- |
| Sujeto Pasivo. | Es aquella persona a la que se le ha transmitido el bien. |
| Transmitente.  | La persona que transmite el bien al Sujeto Pasivo. |
| Presentador.   | Es aquella persona la cual ha de liquidar el Impuesto. Por norma general y si no se hace constar expresamente serán a cargo del Sujeto Pasivo cuantos gastos ocasione la transmisión. |

## Liquidación del Impuesto
Para proceder a pagar el ITP la administración se facilita una serie de formularios que una vez rellenados habrán de ser presentados en el Servicio Territorial de Hacienda o en la Oficina Liquidadora de la localidad. El impuesto ha de ser liquidado en los 30 días siguientes a la transmisión en el llamado Periodo Voluntario de Pago. Otra forma de liquidarlo es mediante timbres del Estado como sucede en los Contratos de Arrendamiento que adquirimos en Estancos.

### Cuotas tributarias
Con carácter general se aplican las siguientes cuotas:
| Cuota | Concepto |
| ----- | --- |
| 6%    | Si se trata de transmisión de bienes inmuebles o de la constitución y cesión de derechos reales que recaigan sobre estos inmuebles. |
| 4%    | Si se trata de transmisión de bienes muebles y semovientes, así como la constitución de derechos reales sobre los mismos.           |
| 1%    | Si se trata de la constitución de derechos reales de garantía, pensiones, fianzas, préstamos y la cesión de créditos.               |

## Consecuencias de la falta de pago
El impago de este impuesto conllevaría a la pertinente inspección tributaria, requiriendo al obligado al pago su liquidación inmediata, llevando aparejados gastos de recargo. Por otro lado, al producirse la transmisión se cambian de titular los objetos adquiridos. Sin haber efectuado esa transmisión la Administración, sea el Registrador de la Propiedad o sea cualquier otro registro de bienes muebles, se negará el cambio de titularidad y, por lo tanto, el bien, en los registros seguirá figurando a nombre del transmitente, aunque el hecho en sí no afecta a la posesión del bien.

### Procedimientos legales de recaudación en España
De encontrarse ante un impago de dicho impuesto, en primera instancia se exigirá su pago por la vía de apremio o ejecutiva.
La vía ejecutiva es el fin de la vía administrativa para recuperar la deuda. En ella se exige el pago del impuesto en 15 días contados a partir de la recepción de la providencia de apremio. 
La vía ejecutiva es un procedimiento gravoso puesto que, además de llevar acarreada un recargo general del 20 por 100 (si bien existe un recargo ejecutivo reducido del 10%), toda bonificación a la que se pueda tener derecho en virtud de las circunstancias se dará por perdida. El importe principal pendiente de pago, devengará interés de demora desde el inicio del periodo ejecutivo hasta la fecha de su ingreso, no obstante este interés no será exigido de realizarse el ingreso en los plazos señalados en la providencia. 
El procedimiento ejecutivo se suspende por:
1. Pago de la deuda en el periodo establecido.
2. Haber presentado un recurso y este haber sido aceptado por:
  1. Error de la administración.
  2. Fallo a favor.

Llegado el fin de la vía ejecutiva sin haber realizado la liquidación se iniciará el procedimiento judicial para recuperar deudas.
Este es un extremo muy gravoso (más que el anterior) puesto que lleva acarreados numerosos recargos, gastos y costas judiciales. En el peor de los casos el juez decretará el embargo de los bienes a disposición del titular en cantidad suficiente para satisfacer el principal, recargos, gastos y costas del procedimiento. También y en determinados casos, el juez puede dictar el embargo de la nómina (si la hubiera); no obstante no podrá ser embargada más del 33 por 100 del importe del salario neto mensual. En todo caso, el embargo deberá respetar el orden de prelación establecido en la Ley de Enjuiciamiento Civil, con lo que puede producirse la paradoja de que los bienes embargados no sean los sujetos al hecho impositivo.
Verificado el embargo se procederá a la venta en pública subasta de los bienes embargados, si el deudor no paga las cantidades por las que ha sido requerido antes de la fecha señalada para la subasta, aplicándose el montante de la puja ganadora al pago de la deuda con sus intereses de demora, costas y gastos. Si hubiere algún sobrante, se hará entrega de la cantidad al deudor.
| Procedimiento de Recaudación.               | Descripción. | Intereses aplicados. |
| ------------------------------------------- | --- | --- |
| Periodo de pago voluntario                  | Es el primer periodo. En este periodo se exige el pago del principal en 30 días hábiles desde la emisión de la notificación. | Ninguno. |
| Providencia de apremio o Periodo ejecutivo. | Transcurrido el periodo de pago voluntario, se inicia este procedimiento que pone fin a la vía administrativa.               | Se exige el pago del Importe Principal más el 20 por 100 de interés. Puede ser asimismo requerido el pago del principal, el recargo del 20 por 100 más el interés legal diario del dinero aumentado en dos puntos porcentuales.           |
| Procedimiento judicial                      | Es el último procedimiento de cobro.                                                                                         | Vencido el plazo ejecutivo sin haber satisfecho la deuda, se procederá al embargo de los bienes y derechos del deudor en cantidad suficiente para cubrir el importe de la deuda, recargo, intereses de demora y costas del procedimiento. |

## Caso práctico
El alquiler de una vivienda o la venta de un coche entre particulares es el caso que más se repite. El alquiler es una transmisión onerosa, es decir, se cede por un tiempo determinado el uso y disfrute de la vivienda a cambio de un precio llamado renta. Precisamente por ello, porque se transmite la vivienda, se debe liquidar dicho impuesto.
En caso de la venta de vehículos entre particulares hay mucha similitud al de un arrendamiento con la única diferencia de que el coche es transmitido por tiempo indefinido. Si bien este caso es diferente puesto que el valor del vehículo lo fija la administración teniendo en cuenta el tipo de vehículo, marca, modelo, potencia fiscal y antigüedad, debiendo el vehículo ser vendido a un precio mínimo preestablecido.
Los modelos cambian según el supuesto a liquidar, no habiendo un formulario genérico que los englobe a todos.